# Deutsche Mannschaftsmeisterschaften Schwimmen (Frauen) 2015
Der Ligenwettbewerb Deutsche Mannschaftsmeisterschaften Schwimmen, kurz DMS, der Frauen wurde 2015 im Januar und Februar ausgetragen. Erfolgreich verteidigte die SG Essen seinen Titel aus dem Vorjahr und errang damit ihre siebente Meisterschaft in Folge.

## 1. Bundesliga
Die SG Essen verteidigte im Essener Hauptbad ihren Titel aus dem Vorjahr erfolgreich und feierte die siebente Meisterschaft in Folge. In die untergeordnete 2. Bundesliga stiegen zur Folgesaison nach einem Jahr der SC Wiesbaden 1911 sowie die SSG 81 Erlangen wieder ab, im Gegenzug stiegen in die 1. Bundesliga die TSV Hohenbrunn-Riemerling und die SG Mittelfranken auf.
Für die punktbeste Einzelleistung der Meisterschaft sorgte Sarah Köhler aus Frankfurt mit ihren 871 Punkten über 400 m Freistil.

### Modus
Im Wettkampf der 1. Bundesliga, an der 12 Mannschaften teilnahmen, wurde auf einer 25-m-Bahn an zwei aufeinanderfolgenden Tagen in drei Abschnitten jeweils das komplette olympische Programm geschwommen. Deutscher Mannschaftsmeister wurde die Mannschaft mit der höchsten Gesamtpunktzahl (berechnet anhand der FINA-Punktetabelle). Die zwei letztplatzierten Mannschaften der 1. Bundesliga (Plätze 11 und 12) stiegen in die 2. Bundesliga ab. Eine Schwimmerin durfte nur in fünf Wettkämpfen starten, wobei eine Schwimmstrecke nur im Falle eines Nachschwimmens wiederholt werden durfte. Der Start im Nachschwimmen wurde auf die Anzahl der Starts der Schwimmerin angerechnet.

### Zeitplan
| Samstag: 7. Februar 2015 | 10.00 Uhr | 1. Abschnitt |
| Samstag: 7. Februar 2015 | 15.15 Uhr | 2. Abschnitt |
| Sonntag: 8. Februar 2015 | 10.00 Uhr | 3. Abschnitt |

### Abschlusstabelle
| Platz | Mannschaft            | Gesamt Punkte | 1. Abschnitt Punkte | 2. Abschnitt Punkte | 3. Abschnitt Punkte |
| ----- | --------------------- | ------------- | ------------------- | ------------------- | ------------------- |
| 01.   | SG Essen (M)          | 28.682        | 9.484               | 9.689               | 9.509               |
| 02.   | SV Würzburg 05        | 28.285        | 9.367               | 9.415               | 9.503               |
| 03.   | SV Nikar Heidelberg   | 27.029        | 8.963               | 9.002               | 9.064               |
| 04.   | SG Frankfurt          | 26.791        | 9.085               | 9.083               | 8.623               |
| 05.   | SG Stadtwerke München | 26.621        | 8.803               | 8.943               | 8.875               |
| 06.   | SSG Saar Max Ritter   | 26.606        | 8.883               | 8.658               | 9.065               |
| 07.   | SV Halle              | 26.066        | 8.610               | 8.710               | 8.746               |
| 08.   | SC Magdeburg          | 25.806        | 8.474               | 8.687               | 8.645               |
| 09.   | SG Dortmund           | 25.644        | 8.678               | 8.684               | 8.282               |
| 10.   | SG Neukölln Berlin    | 25.295        | 8.418               | 8.346               | 8.531               |
| 11.   | SC Wiesbaden 1911 (N) | 24.014        | 8.057               | 7.872               | 8.085               |
| 12.   | SSG 81 Erlangen (N)   | 15.569        | 4.923               | 5.642               | 5.004               |

 Deutscher Mannschaftsmeister
  Absteiger in die 2. Bundesliga 2016
 (M) Deutscher Mannschaftsmeister 2014
 (N) Aufsteiger aus der 2. Bundesliga 2014

### Die Meistermannschaft
| 1.                               | SG Essen |
| kein Logo der SG Essen vorhanden | Kathrin Demler, Caroline Ruhnau, Laura Goldbach, Dorothea Brandt, Lisa Höpink, Annalena Felker, Rabea Tzenetos, Isabelle Härle, Jeannette Spiwoks, Michelle Lambert - Trainerin: Nicole Endruschat |

## 2. Bundesliga
Die zwei punktbesten Mannschaften aus der 2. Bundesliga und damit Aufsteiger in die 1. Bundesliga, kamen aus der Staffel Süd und waren die TSV Hohenbrunn-Riemerling und die SG Mittelfranken.

### Modus
Der Wettkampf der 2. Bundesliga war ausgelegt für je 12 Mannschaften in den Ligen Nord, West und Süd. Auf einer 25-m-Bahn wurde in zwei Abschnitten an einem Tag jeweils das komplette olympische Programm geschwommen. Die beiden punktbesten Mannschaften (berechnet anhand der FINA-Punktetabelle) der 2. Bundesligen (übergreifende Wertung) stiegen in die 1. Bundesliga auf. Die beiden letztplatzierten Mannschaften jeder Staffel (Plätze 11 und 12) stiegen in die höchste Landesverbandsliga ab. Stiegen aus der 1. Bundesliga mehr Mannschaften in eine Staffel der 2. Bundesliga ab, als aus dieser in die 1. Bundesliga aufstiegen, mussten so viele Mannschaften aus der betroffenen Staffel absteigen, dass jeder Staffel wieder 12 Mannschaften angehörten. Eine Schwimmerin durfte nur in vier Wettkämpfen starten, wobei eine Schwimmstrecke nur im Falle eines Nachschwimmens wiederholt werden durfte. Der Start im Nachschwimmen wurde auf die Anzahl der Starts der Schwimmerin angerechnet.

### Staffel Nord
Der Wettkampf fand am 7. Februar 2015 in Hamburg-Dulsberg in der dortigen Schwimmhalle des Landesleistungszentrum statt.
Für die punktbeste Einzelleistung der 2. Bundesliga Nord sorgte Sonnele Öztürk aus Spandau mit 875 Punkten über 200 m Rücken.
| Platz | Mannschaft                           | Gesamt Punkte | 1. Abschnitt Punkte | 2. Abschnitt Punkte |
| ----- | ------------------------------------ | ------------- | ------------------- | ------------------- |
| 01.   | Wasserfreunde Spandau 04             | 17.176        | 8.681               | 8.495               |
| 02.   | Potsdamer SV (A)                     | 16.522        | 8.158               | 8.364               |
| 03.   | Wassersportfreunde von 1898 Hannover | 16.264        | 8.184               | 8.080               |
| 04.   | Berliner TSC                         | 15.777        | 7.932               | 7.845               |
| 05.   | SGS Hannover                         | 14.712        | 7.356               | 7.356               |
| 06.   | Swim-Team Stadtwerke Elmshorn        | 14.557        | 7.229               | 7.328               |
| 07.   | VfV Hildesheim                       | 14.425        | 7.116               | 7.309               |
| 08.   | TWG 1861 Göttingen (N)               | 14.330        | 7.229               | 7.101               |
| 09.   | Wasserfreunde Spandau 04 II (N)      | 14.114        | 7.047               | 7.067               |
| 10.   | Hamburger Schwimm-Club von 1879      | 14.053        | 6.956               | 7.097               |
| 11.   | TV Meppen                            | 12.702        | 6.630               | 6.072               |
| 12.   | SSG Bremen/Bremerhaven               | 12.352        | 6.246               | 6.106               |

 Absteiger in die Landesverbandsebene
 (A) Absteiger aus der 1. Bundesliga 2014
 (N) Aufsteiger aus der Landesverbandsebene

### Staffel West
Der Wettkampf fand am 7. Februar 2015 im Zentralbad von Gelsenkirchen statt.
Für die punktbeste Einzelleistung der 2. Bundesliga West sorgte Sabrina Marzahn von der SG Bayer mit 798 Punkten über 400 m Freistil.
| Platz | Mannschaft                          | Gesamt Punkte | 1. Abschnitt Punkte | 2. Abschnitt Punkte |
| ----- | ----------------------------------- | ------------- | ------------------- | ------------------- |
| 01.   | VfL Gladbeck                        | 16.871        | 8.357               | 8.514               |
| 02.   | Blau-Weiß Bochum (N)                | 16.602        | 8.503               | 8.099               |
| 03.   | SG Essen II                         | 16.188        | 8.026               | 8.162               |
| 04.   | SG Bayer                            | 16.159        | 8.302               | 7.857               |
| 05.   | TPSK 1925                           | 15.958        | 8.027               | 7.931               |
| 06.   | SG Ruhr                             | 15.785        | 8.043               | 7.742               |
| 07.   | Wasserfreunde Bielefeld             | 15.238        | 7.688               | 7.550               |
| 08.   | SG Schwimmen Münster                | 15.213        | 8.023               | 7.190               |
| 09.   | SG Gelsenkirchen                    | 14.716        | 7.352               | 7.364               |
| 10.   | SG Ruhr II                          | 14.432        | 7.292               | 7.140               |
| 11.   | SG Essen III (N)                    | 13.980        | 6.890               | 7.090               |
| 12.   | Schwimm- und Sportfreunde Bonn 1905 | 13.145        | 6.514               | 6.631               |

 Absteiger in die Landesverbandsebene
 (N) Aufsteiger aus der Landesverbandsebene

### Staffel Süd
Der Wettkampf fand am 7. Februar 2015 im Hallenbad Mittleres Kinzigtal von Gelnhausen statt.
Für die punktbeste Einzelleistung der 2. Bundesliga Süd sorgte Antonia Baerens aus Hohenbrunn-Riemerling mit 770 Punkten über 200 m Freistil.
| Platz | Mannschaft                      | Gesamt Punkte                          | 1. Abschnitt Punkte                    | 2. Abschnitt Punkte                    |
| ----- | ------------------------------- | -------------------------------------- | -------------------------------------- | -------------------------------------- |
| 01.   | TSV Hohenbrunn-Riemerling (A)   | 17.327                                 | 8.598                                  | 8.729                                  |
| 02.   | SG Mittelfranken *              | 17.212                                 | 8.662                                  | 8.550                                  |
| 03.   | Hofheimer SC                    | 15.874                                 | 8.032                                  | 7.842                                  |
| 04.   | SC Chemnitz 1892                | 15.822                                 | 7.891                                  | 7.931                                  |
| 05.   | SSG Leipzig                     | 15.698                                 | 7.731                                  | 7.967                                  |
| 06.   | SG Region Karlsruhe             | 15.430                                 | 7.812                                  | 7.618                                  |
| 07.   | Swimteam HedDos                 | 15.263                                 | 7.594                                  | 7.669                                  |
| 08.   | DSW 1912 Darmstadt              | 15.188                                 | 7.540                                  | 7.648                                  |
| 09.   | SSG Reutlingen/Tübingen         | 15.135                                 | 7.438                                  | 7.697                                  |
| 10.   | EOSC Offenbach (N)              | 15.055                                 | 7.441                                  | 7.614                                  |
| 11.   | SV Cannstatt (N)                | Cannstatt trat nicht an                | Cannstatt trat nicht an                | Cannstatt trat nicht an                |
| 12.   | SG Schwabmünchen-Nördlingen (N) | Schwabmünchen-Nördlingen trat nicht an | Schwabmünchen-Nördlingen trat nicht an | Schwabmünchen-Nördlingen trat nicht an |

 Aufsteiger in die 1. Bundesliga 2016
  Absteiger in die Landesverbandsebene
 (A) Absteiger aus der 1. Bundesliga 2014
 (N) Aufsteiger aus der Landesverbandsebene
 (*) Die SSV Nürnberg wurde zur SG Mittelfranken umfirmiert

## Landesverbandsebene
Vom 17. Januar bis 28. Februar 2015 wurden die Wettkämpfe auf Landesebene durchgeführt, wo die Aufsteiger in die 2. Bundesliga ermittelt wurden.

### Modus
Die Wettkämpfe auf Landesebene wurden auf einer 25-m-Bahn an einem Tag durchgeführt. Dabei wurde in zwei Abschnitten jeweils das komplette olympische Programm geschwommen. Die beiden punktbesten Mannschaften (berechnet anhand der FINA-Punktetabelle) jeder Region (Nord, West und Süd) stiegen in die 2. Bundesliga auf. Stiegen mehr Mannschaften aus einer Staffel der 2. Bundesliga in die 1. Bundesliga auf, als in diese abstiegen, stiegen so viele nächstplatzierte Mannschaften aus der zugehörigen Landesverbandsregion in die 2. Bundesliga auf, dass dieser Staffel wieder 12 Mannschaften angehörten. Eine Schwimmerin durfte nur in vier Wettkämpfen starten, wobei eine Schwimmstrecke nur im Falle eines Nachschwimmens wiederholt werden durfte. Der Start im Nachschwimmen wurde auf die Anzahl der Starts der Schwimmerin angerechnet.

### Aufsteiger
| Mannschaft          | Punkte | Landesverband                      |
| ------------------- | ------ | ---------------------------------- |
| Staffel Nord        |        |                                    |
| KSV Neptun Berlin   | 13.603 | Berliner Schwimm-Verband           |
| SG Region Oldenburg | 13.530 | Landesschwimmverband Niedersachsen |
| Staffel West        |        |                                    |
| 1. Paderborner SV   | 14.933 | Schwimmverband Nordrhein-Westfalen |
| SG Rhein-Erft Köln  | 14.756 | Schwimmverband Nordrhein-Westfalen |
| Staffel Süd         |        |                                    |
| SG Regio Freiburg   | 14.730 | Badischer Schwimmverband           |
| SG Bamberg          | 14.712 | Bayerischer Schwimmverband         |